# Zalesie (powiat wołomiński)
Zalesie – wieś w Polsce, w województwie mazowieckim, w powiecie wołomińskim, w gminie Tłuszcz.
Do 2023 miejscowość była częścią wsi Mokra Wieś.
Administracyjnie Zalesie jest odrębnym sołectwem.
W latach 1975–1998 miejscowość położona była w województwie ostrołęckim.